# Paressisus viridipennis
Paressisus viridipennis is een keversoort uit de familie boktorren (Cerambycidae). De wetenschappelijke naam van de soort en van het geslacht Paressisus is voor het eerst geldig gepubliceerd in 1917 door Christopher Aurivillius.
De soort werd door Eric Mjöberg ontdekt in Mount Tambourine, Queensland (Australië).